# Nestea
Nestea je značka pro ledové čajové a studené nápoje, kterou vlastní společnost Nestlé a vyrábí společnost The Coca-Cola Company a distribuuje oddělení pro nápoje společnosti Nestlé ve Spojených státech a Beverage Partners Worldwide (BPW), společný podnik obou společnosti – The Coca-Cola Company a Nestlé. Konkuruje jim Unilever od společnosti PepsiCo, Lipton ledový čaj a Brisk.
Společnost Nestea nabízí řadu čajových výrobků v běžných i dietních formách, včetně tekutých a práškových čajových koncentrátů, čajů k mražení a hotových nápojů v lahvích v obchodech a prodejních automatech. Nápoje se vyrábějí v různých příchutích podle jednotlivých zemí.
Od konce roku 2017 se Nestlé a Coca-Cola dohodly na ukončení společného podniku s ledovým čajem Nestea po 16 letech spolupráce. Nestlé se bude zabývat distribucí Nestea ve většině zemí s výjimkou Kanady, Španělska, Portugalska, Rumunska, Andorry, Bulharska a Maďarska, kde si The Coca-Cola Company ponechá dosavadní licenci.